# Joel Dorius
Raymond Joel Dorius (* 4. Januar 1919 Salt Lake City; † 14. Februar 2006 San Francisco) war ein US-amerikanischer Professor für Literatur an der Yale University, dem Smith College, an der San Francisco State University und an der Universität Hamburg.

## Leben
Joel Dorius studierte nach seiner Schulausbildung an der West High School, Englisch und Literatur an der University of Utah, wo er 1939 den Bachelorgrad erwarb. Nach seinem Wechsel an die Harvard University, wo er 1949 promoviert wurde, erhielt Dorius 1949 zunächst eine Anstellung an der Yale University und nahm 1958 eine Anstellung am Smith College an.
Bekannt wurde Dorius, als er 1960 vom Smith College, an welchem er als Professor tätig war, entlassen wurde, nachdem er wegen des Besitzes von homosexueller Pornographie verhaftet worden war. Mit ihm wurden aus dem gleichen Grund auch die Professoren Newton Arvin und Edward Spofford entlassen.
Nach seiner Entlassung am Smith College fand Dorius zunächst keine Anstellung als Hochschullehrer in den Vereinigten Staaten und nahm schließlich eine Anstellung als Professor an der Universität Hamburg an. 1964 erhielt Dorius eine Anstellung als Hochschullehrer an der San Francisco State University.
2002 gestand das Smith College die ungerechtfertigte Kündigung der drei Professoren ein, und errichtete eine eigene Vorlesungsreihe sowie die Dorius/Spofford-Stiftung in Höhe von 100.000 Dollar für Arbeiten im Bereich der Bürgerrechte und der Meinungsfreiheit und schrieb den jährlichen Newton-Arvin-Preis für Amerikanische Studien in Höhe von 500 Dollar aus.
Die Geschichte über die Entlassung der Professoren wird in dem Buch The Scarlet Professor - Newton Arvin: A Literary Life Shattered by Scandal von Barry Werth geschildert.
2004 veröffentlichte Dorius seine eigenen Memoiren unter dem Titel My Four Lives. 2006 starb er an Leukämie.

## Schriften
- Shakespeare's "King Henry IV, Part 1": A Collection of Critical Essays, Prentice Hall 1971, ISBN 0-13-387035-9
- Discussions of Shakespeare's Histories, DC Heath 1964, ISBN 0-669-22004-3